# Sauville, Ardennes

Sauville este o comună în departamentul Ardennes din nordul Franței. În 1 ianuarie 2022 avea o populație de 240 de locuitori.